# Hieracium gombense
Hieracium gombense — вид квіткових рослин з родини айстрових (Asteraceae). Вид зростає в Європі: Швейцарія, Австрія, Італія, Польща, Чехія; інтродукований до Німеччини; це багаторічна рослина.